# Wapen van Hoek
Het wapen van Hoek werd op 31 juli 1817 aan de Zeeuwse gemeente Hoek toegekend. Op 1 april 1970 is de gemeente Hoek opgegaan in de gemeente Terneuzen waarna het wapen buiten gebruik is gesteld.

## Blazoenering
De blazoenering van het wapen luidde als volgt:
Van keel beladen met eene ruit van goud, waarop eene burg in zijne natuurlijke verwen, op hetzelfde een vaandel van oranje, zilver en lazuur (op het zilver de letter M) en geaccosteerd van 2 boomen van sinopel.
Het wapen is rood, met over het schild heen een gouden (gele) ruit. Op de ruit is een burcht afgebeeld die zogezegd van natuurlijke kleur is, maar in werkelijkheid purperkleurig is. Purper is binnen de heraldiek wel een natuurlijke kleur, het is geen gewone heraldische kleur (zoals rood, groen, blauw en zwart) en ook geen metaal (goud of zilver). Naast de toren van de burcht staan twee groene bomen. Op de toren staat een vlag, in de kleuren van de Prinsenvlag, met op de witte baan een zwarte M.
De vlag heeft de letter M omdat in de Tachtigjarige Oorlog nabij het dorp een fort werd gebouwd dat later ook de naam aan het naburige gehucht zou geven: Mauritsfort. De bomen staan voor twee verdronken dorpen: Vreemdijke en Willemskerke.

## Wapens met de kleur purper

Het wapen van Zijpe
Het wapen van Beek
Het wapen van IJzendijke

Aagtekerke
· Aardenburg
· Arnemuiden
· Axel
· Baarland
· Bath
· Biervliet
· Biggekerke
· Bloois
· Bommenede
· Borssele
· Boschkapelle
· Botland
· Breskens
· Brigdamme
· Brijdorpe
· Brouwershaven
· Bruinisse
· Burgh
· Buttinge
· Cadzand
· Clinge
· Colijnsplaat
· Domburg
· Dreischor
· Driewegen
· Duiveland
· Duivendijke
· Elkerzee
· Ellemeet
· Ellewoutsdijk
· Eversdijk
· Gapinge
· Graauw en Langendam
· 's-Gravenpolder
· Grijpskerke
· Groede
· Haamstede
· 's-Heer Abtskerke
· 's-Heer Arendskerke
· 's-Heer Hendrikskinderen
· 's-Heerenhoek
· Heille
· Heinkenszand
· Hengstdijk
· Hoedekenskerke
· Hoek
· Hontenisse
· Hoofdplaat
· Hoogelande
· IJzendijke
· Kapelle
· Kats
· Kattendijke
· Kerkwerve
· Klaaskinderkerke
· Kleverskerke
· Kloetinge
· Koewacht
· Kortgene
· Koudekerke
· Krabbendijke
· Kruiningen
· Looperskapelle
· Maire
· Mariekerke
· Meliskerke
· Middenschouwen
· Nieuw- en Sint Joosland
· Nieuwerkerk
· Nieuwerkerke
· Nieuwlande
· Nieuwvliet
· Nisse
· Noordgouwe
· Noordwelle
· Oostburg
· Oosterland
· Oostkapelle
· Oost-Souburg
· Oost- en West-Souburg
· Ossenisse
· Oud-Vossemeer
· Oudelande
· Ouwerkerk
· Overslag
· Ovezande
· Philippine
· Poortvliet
· Renesse
· Rengerskerke en Zuidland
· Retranchement
· Rilland
· Rilland-Bath
· Ritthem
· Sas van Gent
· Scherpenisse
· Schoondijke
· Schore
· Serooskerke (Schouwen-Duiveland)
· Serooskerke (Veere)
· Sinoutskerke en Baarsdorp
· Sint Anna ter Muiden
· Sint-Annaland
· Sint Jansteen
· Sint Kruis
· Sint Laurens
· Sint-Maartensdijk
· Sint Philipsland
· Sirjansland
· Sluis
· Sluis-Aardenburg
· Stavenisse
· Stoppeldijk
· Valkenisse (Walcheren)
· Valkenisse (Zuid-Beveland)
· Vogelwaarde
· Vrouwenpolder
· Waarde
· Waterlandkerkje
· Wemeldinge
· West-Souburg
· Westdorpe
· Westenschouwen
· Westerschouwen
· Westkapelle
· Westkapelle-Buiten en Sirpoppekerke
· Westkerke
· Wissekerke
· Wissenkerke
· Wolphaartsdijk
· Yerseke
· Zaamslag
· Zierikzee
· Zonnemaire
· Zoutelande
· Zuiddorpe
· Zuidzande
· Zwake

Dorpswapens: Geersdijk
· Hansweert
· Kamperland